# Western Australian Party
Western Australian Party (WAP, dosł. Partia Zachodnioaustralijska) – australijskie ugrupowanie politycznie, istniejące krótko w II połowie lat 1900. Światopoglądowo WAP była środowiskiem prawicowym, sytuującym się w nurcie liberalizmu. Szczególny nacisk kładła jednakże na kwestie związane z odrębnością interesów stanu Australia Zachodnia względem reszty kraju.

## Udział w wyborach
WAP wzięła udział w federalnych wyborach parlamentarnych w 1906 roku, wystawiając kandydatów we wszystkich okręgach do Izby Reprezentantów na obszarze Australii Zachodniej. Wybór uzyskało dwóch jej przedstawicieli: lider WAP John Forrest oraz William Hedges. Początkowo funkcjonowali oni jako posłowie de facto niezrzeszeni, zaś po powstaniu Związkowej Partii Liberalnej przyłączyli się do tego ugrupowania, co w praktyce zakończyło istnienie WAP.